# Canton de La Roche-sur-Yon-Nord
Ne doit pas être confondu avec Canton de La Roche-sur-Yon-1.
Pour les articles homonymes, voir Canton de La Roche-sur-Yon (homonymie).
Le canton de La Roche-sur-Yon-Nord est une ancienne division administrative française, située dans le département de la Vendée et la région Pays-de-la-Loire.

## Composition
Le canton de La Roche-sur-Yon-Nord regroupe les communes suivantes :
- Mouilleron-le-Captif ;
- La Roche-sur-Yon (chef-lieu) ;
- Venansault.

### Intercommunalité
Le canton de La Roche-sur-Yon-Nord recouvre une partie de La Roche-sur-Yon-Agglomération.

## Représentation
| Période | Période | Identité           | Étiquette    | Qualité                                                |
| ------- | ------- | ------------------ | ------------ | ------------------------------------------------------ |
| 1973    | 1979    | Raymond Thibaudeau | UDR          | Président de la chambre des métiers (La Roche-sur-Yon) |
| 1979    | 1985    | Jacques Auxiette   | PS           | Maire de La Roche-sur-Yon (1977-2004)                  |
| 1985    | 1992    | Jean-Luc Préel     | UDF          | Député (1988-2012)                                     |
| 1992    | 1998    | Philippe Darniche  | UDF puis MPF | Sénateur (1995-2014)                                   |
| 1998    | 2015    | Pierre Regnault    | PS           | Maire de La Roche-sur-Yon (2004-2014)                  |